# 沙田頭新村

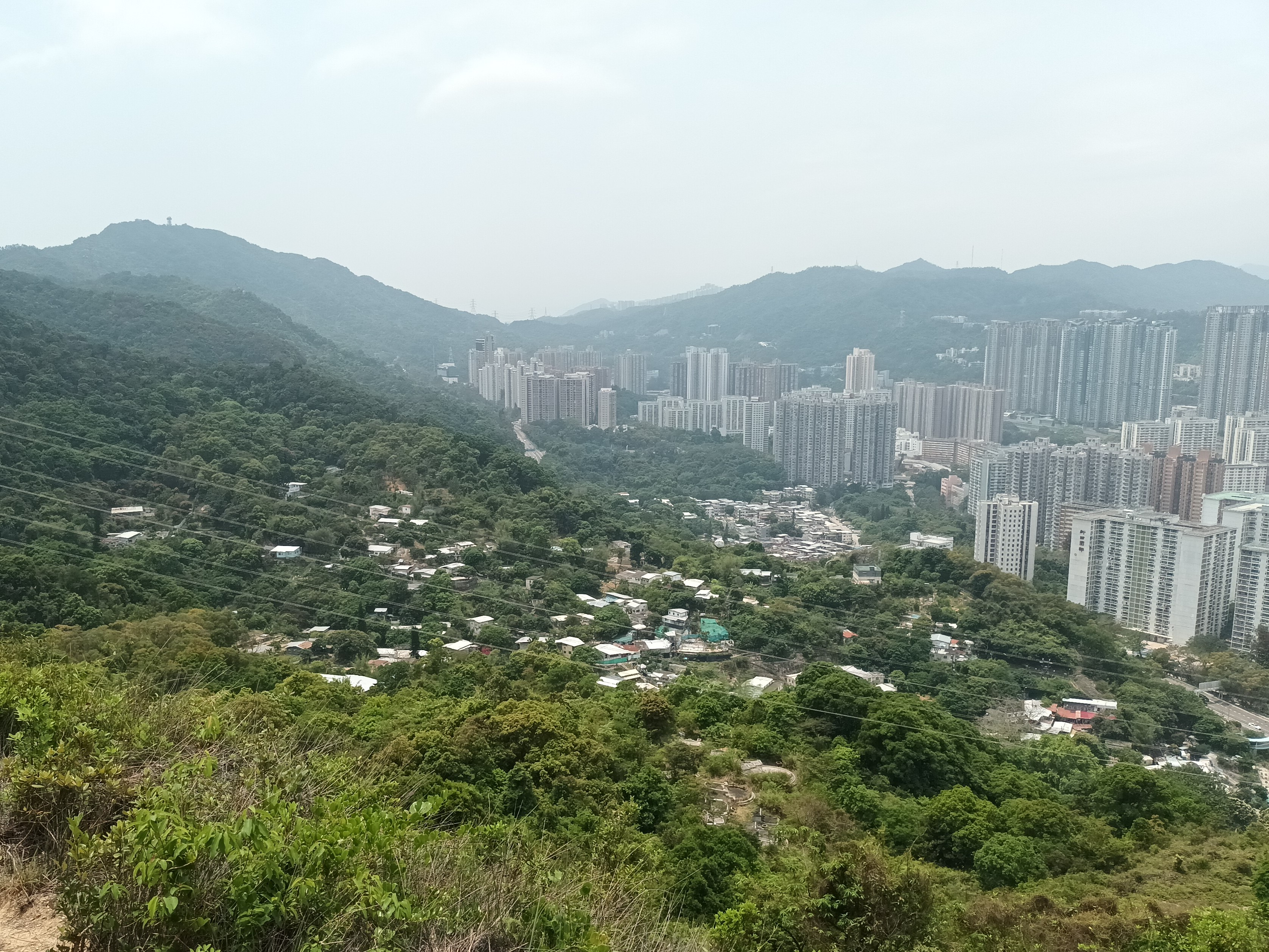
沙田頭新村六區

沙田頭新村（英語： 或 ）是香港新界沙田的一條寮屋村落，位於沙田頭村村後的山谷，現時大部份位於獅子山北麓山腳和獅子山隧道公路之間。

## 歷史

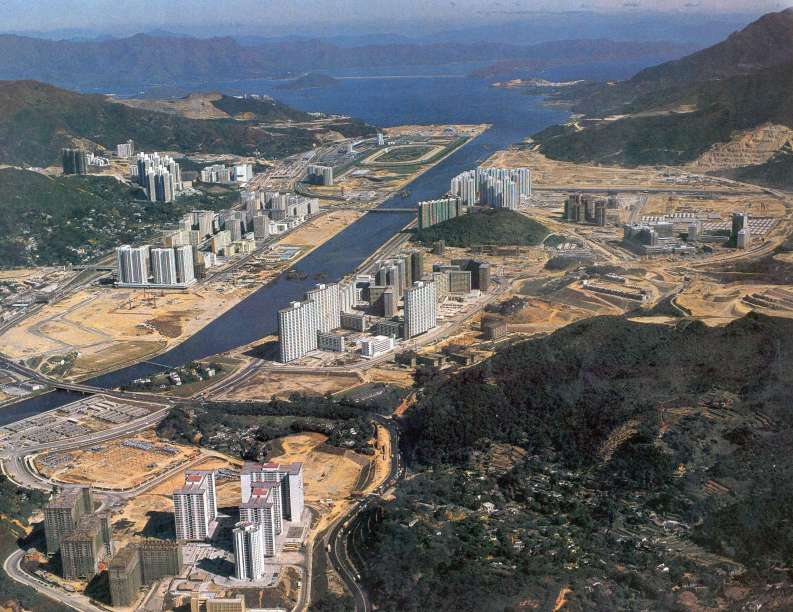
圖右下方為沙田頭新村六區，左下方為興建中的新田圍邨

沙田頭新村位於沙田頭村的西南面，所在之地是獅子山和雞胸山北麓的一片山谷，谷中有一山坑（雞胸北坑）從獅子山流出沙田頭，匯合城門河流出沙田海。早於20世紀以前，已有人到谷中開墾梯田耕作。國共內戰後，大量內地難民來港，開始有人在山谷間搭建寮舍聚居，是為沙田頭新村。
1956年，沙田鄉公所和基督教香港信義會在沙田頭新村山坡上（現今豐盛苑停車場）興建徙置平房區，以安置沙田荔枝園（近沙田火車站）的300戶約2000名木屋居民。徙置區共建有124間平房，由鄉公所負責興建90幢、信義會負責30幢。全數平房於1957年落成，於1957年12月16日舉行開幕典禮。新村成立「沙田頭新村村務委員會」並加入鄉公所。
沙田頭新村原分為七區，1967年獅子山隧道通車，第六區自此和其他區分隔開，獅子山隧道公路通車初期沒有設立過路處，村民需跨過快速公路路肩出入，險象環生，居民向政府要求興建天橋，天橋於1978年落成。
1970年代起，政府發展沙田新市鎮。位於沙田頭新村山腳部份的平房區、寮屋和工場於1978年被清拆，地皮發展成豐盛苑和周邊的道路。位於李屋村後的二區和獅子山隧道公路南面的六區則未受影響。

## 地標
- 基督教香港信義會救恩堂：1950年創於曾大屋，1959年遷到沙田頭，曾是信義學校的校舍。[12][13]
- 靈谷園：於1970年代關閉的庵堂，位於現今豐盛苑華盛閣一帶。[14][7]
- 樂此亭：建於1968年，亭中有對聯「谷口有亭過此何憂風雨，清蔭留客偷閒且看雲山」
- 綠舍：沙田頭新村六區21號一間西式特色平房，舍內有游泳池。[15]
- 餘園農場：於1970年代關閉的農場。[16]

## 事件
1968年，一名居於沙田頭新村二區152號木屋的醉酒漢無故追斬同居於該處的三姊弟，10歲的弟弟最終傷重不治，12歲的姊姊和3歲的妹妹受重傷。兇手被控謀殺罪名不成立，但誤殺和嚴重傷人罪名成立，最後被判入青山醫院。